# قنيطسة
القنيطسة (باللاتينية: Anacyclus) جنس نباتي يتبع الفصيلة النجمية أو المركبة (باللاتينية: Asteraceae) ويضم أنواعاً كثيرة معظمها حولية وبعضها معمرة. كثير من أنواع القنيطسة واطنة في الوطن العربي وخاصة المغرب العربي. يشبه هذا الجنس جنس الأقحوان.

## من أنواعه الواطنة في الوطن العربي
- قنيطسة أحادية السداة (باللاتينية: Anacyclus monanthos) في المغرب العربي ومصر
- القنيطسة البلنسية (أو القرطوفة) (باللاتينية: Anacyclus valentinus) في المغرب العربي وإسبانيا وفرنسا
- القنيطسة خطية الفصوص (باللاتينية: Anacyclus linearilobus) في المغرب العربي
- القنيطسة شونيزية الأوراق (باللاتينية: Anacyclus nigellifolius) في بلاد الشام وتركيا والقوقاز
- القنيطسة الغرديبية (باللاتينية: Anacyclus pyrethrum) (نسبة إلى نبات الغرديب (باللاتينية: Pyrethrum)) في المغرب العربي وإسبانيا
- القنيطسة المتبدلة (باللاتينية: Anacyclus inconstans) في المغرب العربي
- القنيطسة المتشعشعة (باللاتينية: Anacyclus radiatus) في الشام وتركيا
- القنيطسة المغربية (باللاتينية: Anacyclus maroccanus) في المغرب العربي
- القنيطسة الهراوية (باللاتينية: Anacyclus clavatus) في المغرب العربي والشام وأوروبا
- القنيطسة متماثلة الأزهار (باللاتينية: Anacyclus homogamos) في المغرب العربي